# Mihai Adam
Mihai Adam (* 3. Juli 1940 in Câmpia Turzii; † 11. Dezember 2015) war ein rumänischer Fußballspieler. Er bestritt insgesamt 353 Spiele in der Divizia A.

## Karriere
Adam begann seine Karriere bei Industria Sârmei Câmpia Turzii in der Divizia B. 1962 wechselte er zu Știința Cluj in die Divizia A. Am 19. August 1962 gab er sein Debüt in der Divizia A, als er beim 2:1-Sieg gegen Știința Timișoara am Platz stand. 1968 wechselte für eine Saison zu Vagonul Arad und kehrte dann wieder zu Universitatea Cluj zurück. 1972 wechselte er zum Erzrivalen CFR Cluj. Am 20. Juni 1976 bestritt er sein letztes Ligaspiel, als er bei der 0:1-Niederlage gegen Steaua Bukarest spielte.

## Erfolge
- 1× Rumänischer Pokalsieger (1965)
- 3× Rumänischer Torschützenkönig (1965, 1968, 1974)